# Patrice Neveu
Patrice Neveu (ur. 29 marca 1954 w Pré-Saint-Évroult) – francuski piłkarz grający na pozycji obrońcy, a obecnie trener.

## Kariera piłkarska
W swojej karierze piłkarskiej Neveu występował w takich klubach jak: OC Châteaudun, Angoulême CFC, VS Chartres, ES La Rochelle i ES L'Ile-d'Elle. Karierę zakończył w 1989 roku.

## Kariera trenerska
Po zakończeniu kariery piłkarskiej Neveu został trenerem. Prowadził Vendée Fontenay Foot, Angoulême CFC, reprezentację Nigru, tunezyjski CO Medenine, chińskie Dalian Shide i Zhuhai Anping oraz reprezentację Gwinei, którą poprowadził w Pucharze Narodów Afryki 2006 i egipski Ismaily SC. W 2007 roku został selekcjonerem reprezentacji Demokratycznej Republiki Konga, a w 2012 roku - Mauretanii.